# Clouds and the Earth’s Radiant Energy System

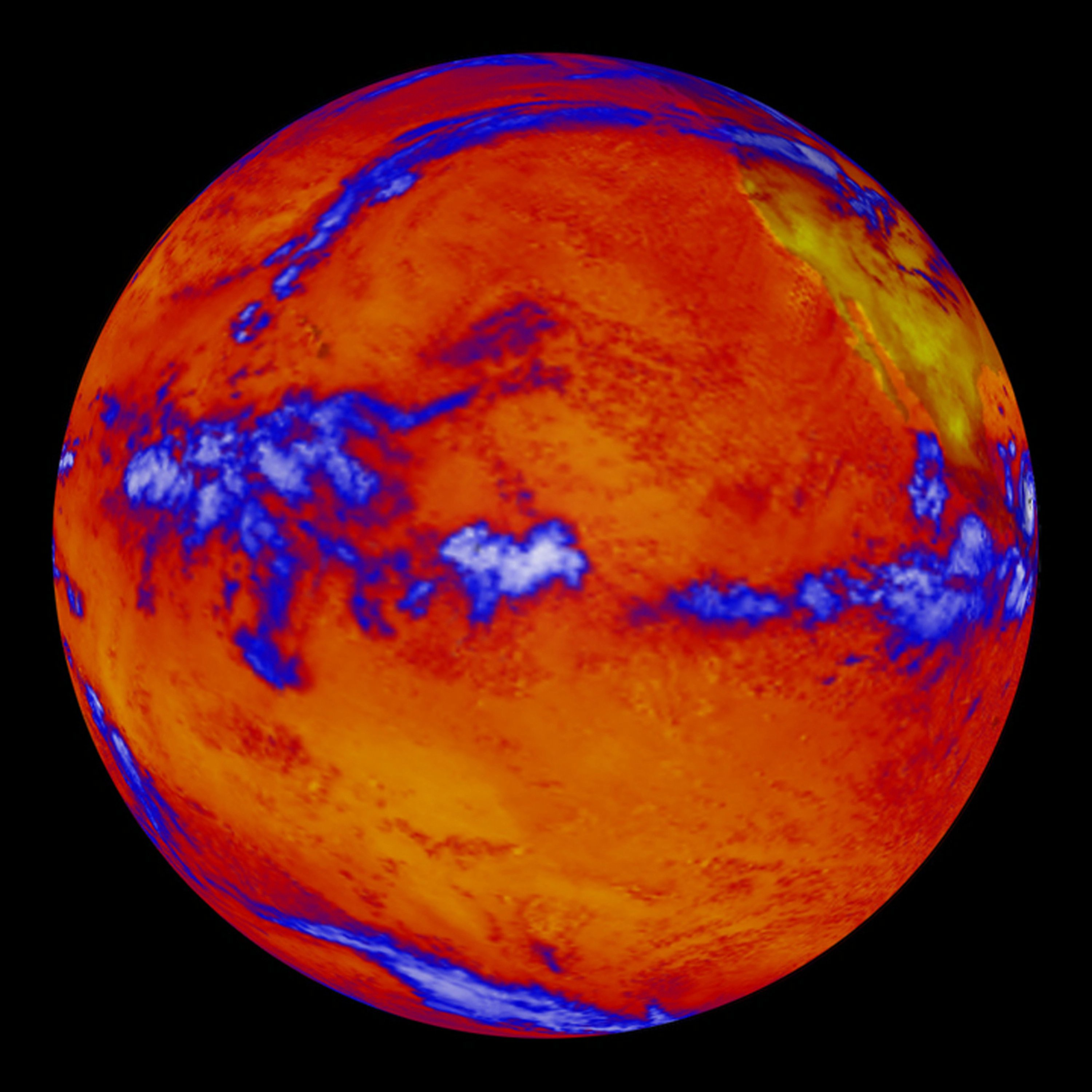
Falschfarbenaufnahme der Erde durch das CERES-Instrument des Terra-Satelliten

Das Clouds and the Earth’s Radiant Energy System (CERES) ist ein klimatologisches Experiment der NASA, das seit Januar 1998 in der Erdumlaufbahn durchgeführt wird. Für CERES werden wissenschaftliche Instrumente verwendet, die zum Earth Observing System der NASA gehören; diese messen Solar-Strahlung, die von der Erdatmosphäre reflektiert wurde und Strahlung, die von der gesamten Erdatmosphäre abgestrahlt wird. Indem zeitgleiche Messungen auch mit anderen EOS-Instrumenten wie die von MODIS durchgeführt werden, können die Eigenschaften von Wolken bestimmt werden. Die Ergebnisse von CERES und anderen NASA-Missionen wie beispielsweise die des Earth Radiation Budget Experiment (Erbe) werden zu einem besseren Verständnis der Rolle der Wolken und der Strahlungsbilanz der Erde im Hinblick auf die globale Erwärmung führen.

## Wissenschaftliche Ziele
Das CERES-Experiment verfolgt vier Hauptziele:
- Fortführung der u. a. mit Hilfe des ERBS (Earth Radiation Budget Satellite) im Jahr 1984 begonnenen ERBE-Aufzeichnung des Strahlungsflusses an der Oberseite der Atmosphäre zur Untersuchung der globalen Erwärmung.
- Verdoppelung der Genauigkeit von Schätzungen des Strahlungsflusses an der Oberseite der Atmosphäre.
- Erstmalige Langzeit-Schätzung des Strahlungsflusses innerhalb der Erdatmosphäre.
- Ermöglichung von Schätzungen über die Eigenschaften von Wolken, die mit den Strahlungsflüssen von der Erdoberfläche bis zur Oberseite der Atmosphäre vereinbar sind.

## CERES-Instrumente

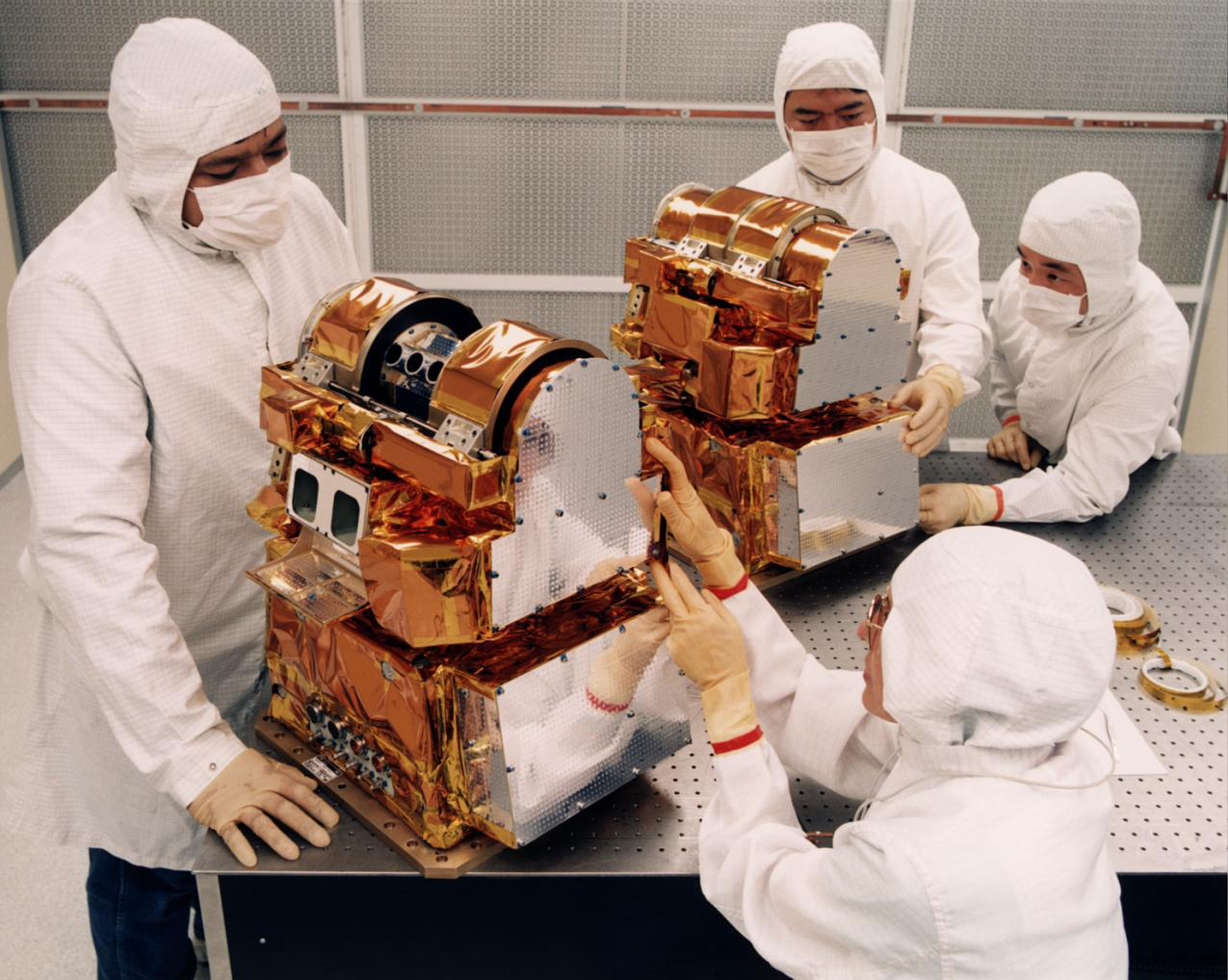
CERES-Instrumente (FM1 und FM2)

Das erste CERES-Instrument (PFM) wurde an Bord der NASA Tropical Rainfall Measuring Mission im November 1997 von Japan aus gestartet. Vier zusätzliche CERES-Instrumente wurden an Bord des Satelliten Terra im Dezember 1999 (FM1 und FM2) und an Bord des Satelliten Aqua im Mai 2002 (FM3 und FM4) in den Erdorbit verbracht. Gegenwärtig arbeiten alle CERES-Instrumente der Terra und Aqua Satelliten. Jedes CERES-Instrument ist ein dreikanaliges Radiometer: Der Kurzwellenkanal ist für die Messung kurzwelligen Sonnenlichts im Bereich von 0,3–5 µm gedacht, ein Kanal misst die von der Erde ausgesandte Wärmestrahlung im von 8 bis 12 µm reichenden „Atmosphärischen Fenster“-Bereich und ein weiterer Kanal misst die gesamte von der Erde ausgesandte Strahlung.
Die räumliche Auflösung von CERES beträgt in Nadir-Richtung 10 km für CERES auf TRMM und 20 km für CERES auf den Satelliten Terra und Aqua. Das System verfügt über Bordkalibratoren wie einen Solar-Diffuser, ein Wolframlampensystem mit einer Stabilitätsüberwachung und einem Paar Schwarz-Hohlkörper, die auf unterschiedliche Temperaturen eingestellt werden können.
Beobachtungen des kalten Raums und interne Kalibrationen werden während normaler Erdbeobachtungen durchgeführt. CERES hat im Betrieb eine erstaunliche Stabilität gezeigt. Mit 95%iger Wahrscheinlichkeit konnten keine erkennbaren Veränderungen der Empfindlichkeiten irgendwelcher Instrumente festgestellt werden, die größer als 0,2 % waren. Boden- und All-Kalibrationen stimmen mit einer Genauigkeit von 0,25 % überein.

## Betriebsarten

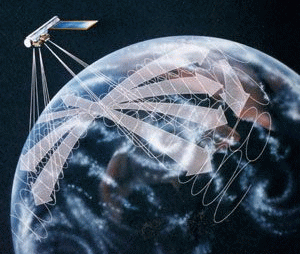
Künstlerische Darstellung der CERES-Instrumente bei der Aufnahme der Erde in mehreren Ebenen

CERES kennt drei Betriebsarten: quer zur Satellitenbahn, entlang der Satellitenbahn und in Richtung der rotierenden Azimut-Ebene (RAP). Im RAP-Modus nehmen die Radiometer in der Höhe auf, während sie um den Azimut rotieren; damit messen sie Strahlung, die über einen weiten Beobachtungswinkel hinweg aufgenommen wird. Bis Februar 2005 scannten die Satelliten Terra und Aqua im Modus quer zur Satellitenbahn, während sich die anderen im RAP bzw. Aufnahmemodus entlang der Zugbahn befanden. Das im RAP-Modus aufnehmende Instrument nahm jeden Monat für zwei Tage auch Daten entlang seiner Zugbahn auf. Die aus vielen Winkeln aufgenommenen CERES-Daten erlaubten es, neue Modelle zu entwickeln, die die Anisotropie der Beobachtungsobjekte berücksichtigt und ermöglichte, die Energieflüsse an der Oberseite der Atmosphäre mit verbesserter Genauigkeit zu bestimmen.